# Menschenfeind (Album)
Menschenfeind ist eine EP der deutschen Rapper JAW und Hollywood Hank. Sie erschien am 12. Juni 2009 und gilt als letztes veröffentlichtes Album von Hollywood Hank.

## Hintergrund und Entstehung
Hollywood Hank, bürgerlich Sven Pingel, wuchs im Prenzlauer Berg (Ost-Berlin) auf. Da in Ostdeutschland die rechte Szene besonders stark war und Pingels bester Freund damals ein Junge afrikanischer Abstammung war, kam es des Öfteren zu Auseinandersetzungen mit Neonazis. Dies reichte so weit, dass Pingel mit Brennnesseln malträtiert wurde und als Folgen Depressionen entwickelte und wiederkehrende Albträume hatte. Auch als Pingel etwas später auf das Land zog, geriet er öfters in Konflikte mit Neonazis, was dazu führte, dass Pingel sich zu einem Eigenbrötler und Provokateur entwickelte. Da Pingel laut eigenen Angaben aber nicht gewalttätig war, fing er an, seine Gewalt und Rachefantasien, die besonders durch die Auseinandersetzungen mit Neonazis, aber auch mit den schlechten Verhältnis zu seinen Eltern entstanden, aufzuschreiben und etwas später unter der von ihm erschaffenen Figur Hollywood Hank zu veröffentlichen.
JAW, geboren als Jonas Andre Willy Enderle in Köln, wuchs Freiburg im Breisgau (Baden-Württemberg) auf. Ärzte diagnostizierten bei ihm behandlungsbedürftige psychische Konflikte, unter anderem das Aufmerksamkeitsdefizitsyndrom, welche er während der Pubertät entwickelte. Aufgrund dieser psychischen Konflikte geriet Enderle bereits im frühen Jugendalter in Auseinandersetzungen mit Autoritätspersonen, vorzugsweise Lehrern, und bekam schlechte Noten. Wegen solcher und ähnlicher Vorfälle entwickelte sich Enderle daraufhin zu einem Misanthrop. Seine Gefühle versuchte er ab 2003 unter dem Namen JAW in verschiedenen Veröffentlichungen zum Ausdruck zu bringen.
Mitte 2003 lernten sich Hollywood Hank und JAW über die Internetplattform RBA kennen und unterschrieben 2006 bei dem ostdeutschen Label Rapz-Records einen Vertrag. Ab 2005 waren Hank und JAW auf den Veröffentlichungen des jeweils anderen vertreten. Anfang 2009 wurde schließlich, nach mehreren Nachfragen aus dem Zuhörerkreis der beiden Rapper, Menschenfeind angekündigt.

### Produktion
Im Gegensatz zu vorherigen Releases der beiden Interpreten gibt es bei Menschenfeind keinen Executive Producer. Den Großteil der Beats machen JAW und Hollywood Hank aus. JAW produzierte sechs Titel des Albums; diese sind Prolog, Menschenhass, Gott hat Humor, Ackergaul Konfekt, Kranke Welt und Epilog. Hollywood Hank war an fünf Beats beteiligt; diese sind Parental Advisory, Hardliner, Gott schenk ihnen Flügel, Beinscheiben und Gestalten. Ansonsten sind als Produzenten Vizir (Der Obszönling), Beatgees (Der Clown in meiner Wohnung) und Adolph Ghandi (Hardcore) vertreten.
Sowohl JAW als auch Hank benutzten für das Produzieren das Programm Fruity Loops und für das Schneiden Sony Vegas. Das Abmischen bzw. Mastering wurde von JAW übernommen.
Das Schreiben und Aufnehmen des Albums wurde laut JAW in ca. einer Woche erledigt; für das Abmischen brauchte er ca. drei Tage.
Ähnlich wie bei vorherigen Releasen der beiden Künstler befinden sich auf dem Album viele Samples, überwiegend Filmzitate aus umstrittenen und dennoch bekannten Filmen, wie z. B. Menschenfeind von Skandalregisseur Gaspar Noé, Der schmale Grat von Terrence Malick und Die 120 Tage von Sodom von Pier Paolo Pasolini, der zur Zeit des Albumreleases in Deutschland bereits indiziert war.

## Titelliste
| #  | Titel                       | Gastbeitrag                             | Produzent      | Länge |
| -- | --------------------------- | --------------------------------------- | -------------- | ----- |
| 1  | Prolog                      |                                         | JAW            | 0:58  |
| 2  | Der Clown in meiner Wohnung |                                         | Beatgees       | 4:09  |
| 3  | Gott hat Humor              |                                         | JAW            | 3:10  |
| 4  | Menschenhass                |                                         | Beatgees       | 3:12  |
| 5  | Der Obszönling              |                                         | Vizir          | 1:24  |
| 6  | Beinscheiben                |                                         | Hollywood Hank | 2:31  |
| 7  | Ackergaul Konfekt Remix     | Private Paul, Plasti                    | JAW            | 3:20  |
| 8  | Hardcore                    | Adolph Ghandi                           | Adolph Ghandi  | 4:07  |
| 9  | Kranke Welt                 | Adolph Ghandi, Rahzkroneprinz, Mach One | JAW            | 7:19  |
| 10 | Sozialphobie Remix          | Favorite                                | Hollywood Hank | 3:54  |
| 11 | Epilog                      |                                         | JAW            | 1:46  |

## Inhalt

### Texte
Mit Menschenfeind soll das Motiv der Rache aufgegriffen werden. JAW und Hollywood Hank führen verschiedene psychische Konflikte und Leidensprozesse, die sie erlebt haben, auf das Verhalten von Personen ihres Umfeldes zurück. Das Album solle eine Art „Gerechtigkeitsschlag“ sein und inhaltlich Rache an speziellen Personen und der Menschheit im Allgemeinen nehmen. Besonders häufig fällt auf dem Album auch das Wort Misanthrop und die damit verbundene Misanthropie. Die Künstler bedienen sich hierbei an verschiedensten Wortspielen und Anspielungen, sogenannten Punchlines, die dazu dienen den Zuhörer zu unterhalten. Zudem benutzen sie auf dem Album sehr explizite Texte, womit sie die nonkonformistischen Themen unterstreichen.
Dabei wechseln die genauen Angriffspunkte und Zielpersonen(gruppen) auf dem Album des Öfteren. Ein Beispiel ist der Track Gott hat Humor, bei dem eine gewisse, von den beiden Künstlern nur als Trottel bezeichnete Person angegriffen wird. Hierbei beziehen sich aber alle Angriffspunkte auf ein Stereotyp. Alle Angriffspunkte beziehen sich auf verschiedene, von den Künstlern verhasste Menschengruppen, die auf nur eine Person bezogen werden. Unter anderem bezeichnen sie den „Trottel“ als typischen Mitläufer, typisches Gruppenzwangsopfer, als ziemlich töricht, als Außenseiter und deswegen Misogynist etc. Der dazugehörige Refrain „Du kannst nichts dafür, du wurdest schon als Trottel geboren. Du bist der lebende Beweis, Gott hat Humor …“ fasst dabei alle zuvor genannten Merkmale eines Stereotyps zusammen.
In eine komplett andere Richtung geht zum Beispiel der Opener Parental Advisory, der sich thematisch nicht so viel mit den Contrapunkten der Menschen auseinandersetzt, sondern eher nebenbei die leichte Manipulationsmöglichkeit („Du hast drei Tage mein Album, feierst es und drehst dein Vater den Hals um …“) und die anschließende Tötung dieser, von den Künstlern verhassten, Personen („… nimm die Axt und zerteil die dumme Nutte vielfach und dann ab in den Wald, doch gesundes ins Gefrierfach“) beschreibt.
Ein weiteres Stilmittel der Misanthropie, das auf diesem Album verwendet wird, findet sich z. B. in dem Text von Hardcore. Dort werden den, wieder nicht namentlich genannten, Menschen kranke Vorlieben oder Aktivitäten vorgeworfen („Wie du irritierst feststellst schmeckt der Schwanz deines Papas nach Blut, jetzt weißt du dass deine Schwester die Tage hat. Und die verdaute Wichse hält deine Mutter für Toffifee und serviert sie dei’m Vater als Rezept für’s neue ‚Kochideen‘.“).
Ein weiterer thematischer Song auf dem Album ist Kranke Welt. Dieser setzt sich mit den Gründen für den Menschenhass und die Folgen dessen auseinander. JAW z. B. sagt in seinem Part, dass der Grund für seinen Drogenkonsum und seiner Erkrankungen (unter anderem das Aufmerksamkeitdefizitssyndrom) seine schlechten Erfahrungen, besonders die Anpassung von verschiedenen Menschen an die moderne Jugendkultur und die Verspottung von sich nicht anpassenden Menschen, sei („Keine Kapsel dieser Welt hat je meine Leere gefüllt. Ich steh mit weltumarmender Geste vor dem Container mit Müll. Kein Bild dieser Welt kann meine Narben ertasten, denn es kann höchstens den Tod in Farben darstellen, wie’n Snuff-Film“). Hollywood Hank nennt als Hauptgrund den weitverbreiteten Egoismus und die fehlende Hilfsbereitschaft gegenüber anderen Menschen für seinen Menschenhass. Als Folgen dessen benennt er beinahe alle Merkmale, die ihn als Hollywood Hank bekannt gemacht haben, darunter seine Gewaltbereitschaft („… und nun bin ich pro Gewalt wie Tony Montana“), seinen übermäßigen Drogenkonsum („Ich bin krank versuch’s zu beheben, indem ich saufe und alle Drogen für den täglichen Rausch gebrauch.“), seine kranken sexuellen Vorlieben („Ich nehm' Pep und Weed, hab Respekt vor Niemand, denk an Exhumierte oder Sex mit Tieren …“) und seine Angewohnheit sich selber zu verletzen („… denn ich ekel mich vor Menschen und füg' mir selber Schmerzen zu, damit ich noch merk dass ich lebe.“).
JAW erklärte in einem Interview bei meinrap.de seine Worte so:

„Sagen wir mal so: Ich kam als ein sehr netter, liebenswürdiger und auch weltoffener Mensch zur Welt. So nett, liebenswürdig und weltoffen, dass das für viele vermutlich ein Schock wäre wenn sie wüssten, wie selbstlos ich mal war. Ich Trottel bin das natürlich auch heute noch teilweise, aber nur bei Menschen, bei denen ich das für sinnvoll halte. Meine Erfahrung ist, dass positive Eigenschaften sich in dieser Welt zum Gegenteil verkehren. Das reduktionistische Dasein verkehrt sich zur Offensive, da wir in unserer allumfassenden Umwelt niemals als selbstlose Daseinsform existieren können. Ich musste lernen, dass man in dieser Welt härter und rücksichtsloser sein muss, als ich mir das gewünscht hätte. Deswegen mag ich die Spezies nicht. Hier heuchelt sich jeder etwas von einem Sozialstaat vor, aber letzten Endes befinden wir uns alle in unserer kleinen, gegenüber dem Tierreich nur geringfügig komplizierten Matrix, in der es darum geht, sich sein Leben zu sichern und dieses möglichst erträglich zu gestalten. Kein Wunder dass Leute durchdrehen und mit Maschinengewehren in die Schule stürmen.“

## Vermarktung
Im Voraus veröffentlichte Weisse Scheiße den Song Der Clown in meiner Wohnung zum kostenlosen Herunterladen. Zudem wurden T-Shirts mit der Aufschrift Menschenfeind und dem dazugehörigen Cover gedruckt.

## Illustration
Das Cover ist komplett gezeichnet. Der Großteil des Covers ist in schwarz gehalten, dabei ist, ähnlich wie im Film Sin City, nur die Farbe Rot farblich gekennzeichnet. Im Vordergrund ist ein Bett, auf dem eine nackte Frau liegt, die, aufgrund ihrer Reglosigkeit und Emotionslosigkeit, tot zu sein scheint. Rechts neben dem Bett liegt ein blutverschmiertes Messer und unter dem Bett ein Clown, der Hollywood Hank darstellt. Ebenfalls rechts neben dem Bett steht ein Hocker, auf dem ein anscheinend weinender Junge sitzt und sich die Hände vor sein Gesicht hält. Diese scheinen ebenfalls zu bluten oder mit Blut übergossen worden zu sein. Der Junge stellt JAW dar. Ganz links im Bild ist ein Fenster, das Blick auf eine rote Landschaft mit schwarzen Hochhäusern lässt. Ganz oben im Bild steht in weißer Farbe Weisse Scheisse präsentiert und darunter in bunten Farben Menschenfeind.

## Kritik
Das Album wurde im Allgemeinen sehr positiv aufgenommen.
- Die deutsche Hip-Hop Seite rappers.in vergab für das Album eine Wertung von 4/6 Punkten. Der Autor Benedict Dirschel lobte vor allem „… die Beats und die technische Versiertheit der beiden Künstler“, bemängelte aber, dass „neben vielen gut durchdachten und erklärten Liedern auch wieder rohe Gewaltvorstellungen gegenüber der menschlichen Rasse am Start sei“. Ihm sei klar, dass es deren Ziel sei „… Musik zu produzieren, die schockt …“, allerdings könne sie ihm „nicht viel mehr als ein abschätziges Augenrollen abgewinnen“. Alles im allem fühle er sich durch das Album „… sehr gut unterhalten …“ und halte beide Künstler für sehr talentiert, würde sich aber wünschen „das Thema Menschenhass mit etwas mehr Feinfühligkeit zu behandeln, als die älteren Produktionen.“.
- Die Seite 16bars.de bewertete das Album mit 4/5 Punkten. Die Beats seien „… sehr gut und abwechslungsreich.“ und die Künstler „… gehören mit zu meinem [seinen] Lieblingskünstlern“. Allerdings seien „… die beiden Features bei weitem nicht auf einem Level mit den Hauptrappern“ und zu „… wenige Songs [würden] den Grund für den Menschenhass thematisieren“.
- HipHopBlog.at vergab mit 5/5 Punkten die Höchstwertung für das Album und bezeichne sowohl „die Beats, die Künstler, als auch die Wortspiele für beinahe perfekt“. Die Tatsache, dass die beiden Rapper „den Menschenhass zwar zu genügen und auch sehr gekonnt zeigen, allerdings kaum begründen“ störe ihn hierbei wenig, da ihn das Gesamtpaket sehr überzeuge.
- Die Seite HipHopJam.net vergab mit 5/5 Punkten ebenfalls die Höchstwertung. Für sie hätten beide Rapper wieder „auf’s neue [präsentiert], dass sie zur Elite des Hip-Hops gehören“ und präsentieren auf sehr „charmanten Beats kranken Hassrap auf höchsten Niveau“. Den Kritikpunkt, dass die Features nicht gut seien verstehe der Autor nicht, da „ Adolph Ghandi zwar alt neben seinen Rap-Partner [wirke], Me$$age allerdings voll und ganz überzeug(t)e.“
- Die bekannte Seite Musik-Sammler.de bewertete das Album mit 9.5/10 von Punkten. „Die Misanthropie [sei] überall spürbar …“ und „… Tracks wie Der Clown in meiner Wohnung [würden] den Menschenhass direkt in die Wohnung [transportieren]“. Den Humor der beiden Rapper bezeichnete der Autor zwar als „… derbe …“, lobte diesen aber trotzdem als „… genial …“ und verstehe „… warum dieser (der Humor) so eine große Anhängerschaft [habe]“. Die Beats bezeichnete der Redakteur ebenfalls als „… sehr gut“.
- Die deutsche Hip-Hop Zeitschrift Juice bewertete das Album als „bestes Kollaboalbum des Monats“.